# Stenostephanus tacanensis
Stenostephanus tacanensis är en akantusväxtart som först beskrevs av Acosta, R. Fernández, och fick sitt nu gällande namn av T.F. Daniel. Stenostephanus tacanensis ingår i släktet Stenostephanus och familjen akantusväxter. Inga underarter finns listade i Catalogue of Life.